# 萨尔瓦多·阿连德之死

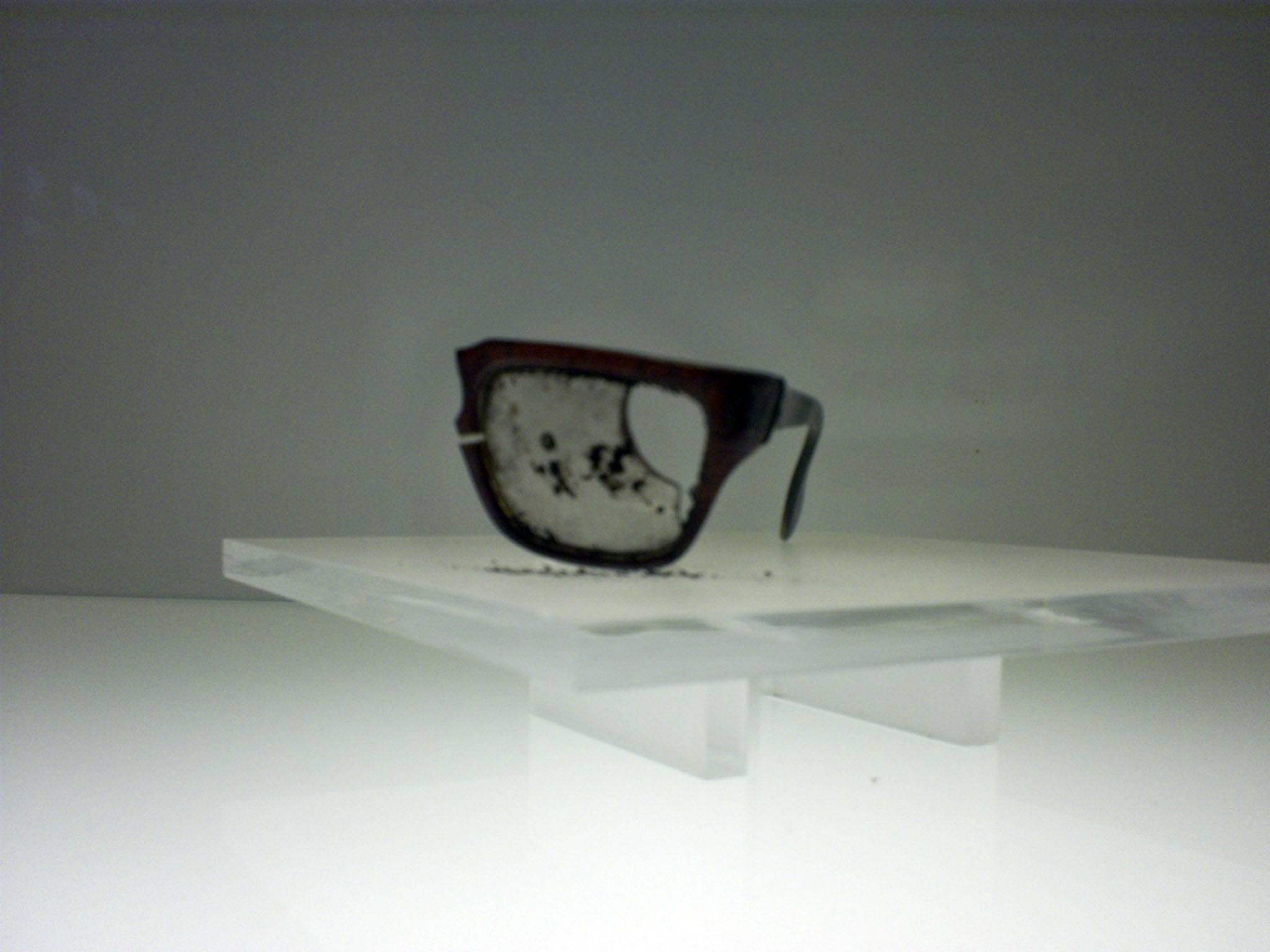
阿连德的眼镜，在他死后发现于拉莫内达宫

1973年9月11日，智利总统萨尔瓦多·阿连德在智利陆军总司令奥古斯托·皮诺切特领导的政变中饮弹自尽。2011年，在几十年的“阿连德遇刺说”的疑云下，智利一法院授权相关人员掘出阿连德的遗骸并进行尸检。由国际专家组成的团队检查了遗骸，最终得出的结论是阿连德以一把AK-47突击步枪自殺。2011年12月，负责监督调查工作的法官确认了专家们的尸检结果，正式宣布阿连德死于自杀。
在2012年9月11日，即阿连德死亡的39周年纪念日上，一家智利上诉法院的全体成员一致表示维持审判法院的裁决，阿连德案正式结案。
据阿连德之女伊莎贝尔·阿连德（她也是目前智利参议院的一名议员）表示，自己的家族早就接受了萨尔瓦多·阿连德死于自杀的事实，她这样告诉BBC：“尸检结果跟我们家族一直相信的完全一致。在极端情况之下，他做出了了结自己性命的决定，以免受屈辱。

## 死亡
1973年9月11日，就在皮诺切特的部队夺取拉莫内达宫之前，总统阿连德通过麦哲伦电台向全国人民直播了他的告别演说，表达了自己对国家的热爱以及对其未来的信念。阿连德还说，自己忠于祖国，绝不会轻易束手就擒，更不会被他口中的“叛徒们”当成政治宣传工具（另一位社会党政客卡洛斯·阿尔塔米拉诺就接受了军人集团开出的条件，保全了自己）。在演讲录音中，不远处的枪声和爆炸声十分清晰。
不久后，一份官方声明表示阿连德拿着一把AK-47步枪加入了战斗，最后，他的尸体是被士兵和消防队员用一块玻利维亚披风裹着抬出来的。
9月11日17时30分左右，阿连德的尸体被送进了军事医院（Hospital Militar），验尸时在场的人中有一个是阿连德的大学同学。尸检结果中的死因为自杀。
据称阿连德用来自杀的武器是菲德尔·卡斯特罗赠给他的礼物，枪身上有一块金色铭牌，上面刻着：“菲德尔赠与好友萨尔瓦多，你我用不同的方式为同一个目标而奋斗”。

## 官方说法
当地时间下午1时50分左右，总统阿连德命令拉莫内达宫的守卫者停止抵抗，后者随即排成一队从二楼走下楼梯，经朝向莫兰德街的出口走到楼外。阿连德从一层沿楼梯与队列逆向而行，一路上与守卫者逐个握手，为他们能一直与自己坚持到最后表达感激。之后，阿连德朝宫殿二层东北侧的独立厅走去。
同时，帕特里西奥·吉洪医生（拉莫内达宫医务室职员之一）想把自己的防毒面具带走留念，于是便返回了宫殿二层。听到枪响后，吉洪推开独立厅的门，发现总统已经用突击步枪自杀了。在独立厅另一侧，何塞·基罗加（José Quiroga）医生、内阁成员阿森尼奥·波宾（Arsenio Poupin）、宫殿职员恩里克·韦尔塔（Enrique Huerta）、两名总统警卫机构的侦探以及几个总统卫队（私人朋友卫队）成员有的透过敞开的房门目睹了阿连德的最后时刻，有的在听到枪声后立刻赶到了现场。

### 目击者
各方资料基本都确认下列证人在阿连德死时在场：
- 帕特里西奥·吉洪医生，总统私人医护团队成员，幸存。
- 何塞·基罗加医生，总统私人医护团队成员，幸存。
- 阿森尼奥·波宾，总统顾问、内阁成员，几天后遭处决。
- 恩里克·韦尔塔，拉莫内达宫主管，几天后遭处决。
- 大卫·加里多（David Garrido），总统警卫机构（Presidential Security Detail）侦探，幸存。
- 里卡多·平切伊拉（Ricardo Pincheira），总统警卫机构侦探，幸存。
- 巴勃罗·曼努埃尔·泽佩达·卡米勒里（Pablo Manuel Zepeda Camillieri），私人朋友卫队成员，幸存。

在诸多目击者中，只有吉洪医生在事发不久后便对外讲述了细节，他也因此遭到了大肆诋毁。还有人把吉洪的证言归于“阿连德的私人医生”恩里克·巴里斯·罗阿（Enrique Paris Roa），他当时在拉莫内达宫内的身份是内阁成员，并非自己的本职。巴里斯之后不久便被处决了，因此应该没机会对外界讲述阿连德之死的详情。其他目击者在智利恢复民主政治之前的多年中一直保持沉默，原因是他们认为（或者至少是这么对外人说的）证实阿连德自杀一说会在一定程度上损害这位总统为民主而牺牲的价值，还会让更多人倒向军政府一边。
吉洪是拉莫内达宫医务室工作人员中目睹了总统自杀的两名医生之一，他当即便对外讲述了事发经过。而另一人，何塞·基罗加医生则在1999年才说出了自己所见  。

## 后续
在皮诺切特政权接下来的统治中，当权者并未封杀政变者刺杀了阿连德的传言。在2011年由国际专家团队得出的结论似乎能消除一切疑云。2011年的调查过后，基本没再出现过关于阿连德死因的争议。
而送给阿连德那把自杀武器的菲德尔·卡斯特罗则为我们展现了阿连德之死以及皮诺切特政变后的一系列政治投机与作态的面貌。1973年9月28日，也就是阿连德死后不足三周，卡斯特罗在哈瓦那的革命广场告诉群众，阿连德在死前的最后时刻仍在用自己赠与他的步枪向皮诺切特的军队开火，死后被用智利国旗包裹着抬出了拉莫内达宫。在此后的几十年里，卡斯特罗依然会在公开演讲时向听众讲述这个版本的故事。罗宾森·罗哈斯（Robinson Rojas）出版于1975年的著作《阿连德被谋杀与智利社会主义道路的终结》（The Murder of Allende and the End of the Chilean Way to Socialism）也在卡斯特罗的故事的影响下向读者讲述了阿连德战斗至死的故事。
1990年，智利完成了向民主政治的和平演变，媒体与纪录片访谈随着政治风气的缓和而把支持“阿连德自杀说”的证词告诉了世人，民众对这个说法的接受度也提高了。另外，阿连德最亲密的家庭成员（包括他的妻子和女儿）也从未对他的自杀有过疑问。智利医生路易斯·拉瓦纳（Luis Ravanal）于2008年在杂志《记者》（El Periodista）上刊登的文章就是2011年前的阿连德死因争议中的一个例子，拉瓦纳表示阿连德尸体上的伤口“与自杀这一死因不符”。阿连德之女伊莎贝尔在被问及拉瓦纳医生的假说时表示父亲死于自杀的说法才是符合事实的。
2011年1月末，一名智利法官正式开启了对阿连德总统之死以及1973年政变中的其他上百起疑似侵犯人权案的调查。5月，一家智利法庭为进一步推动“针对阿连德之死的刑事调查”而决定挖掘前总统遗骸    。2011年5月31日，在法庭授权的尸检尚未完成时，智利国家电视台突然报道称在一名前军队司法官员家中发现了关于阿连德死亡真相的绝密军事档案，这份300页的文件在官员住宅于2010年智利大地震中损毁后才浮现出来。两名法医专家在检查了文件后告诉智利国家电视台，他们“倾向于得出阿连德死于他杀的结论”。
2011年7月中旬，尸检的官方结果公布。智利医疗专家团队在检查了验尸报告后确认萨尔瓦多·阿连德的确死于自己造成的枪伤。尸检报告指出，阿连德在用来自卡斯特罗的步枪朝自己开枪后死亡。由于步枪被调为全自动射击模式，阿连德的头顶部在他扣下扳机后被猛烈的火力直接掀掉，阿连德当即死亡。英国报纸《衛報》报道称一场“专业尸检”证实阿连德在1973年政变中随自己的社会主义政府一同陨灭，原文如下：
英国弹道学专家David Prayer表示阿连德把一把调至全自动射击模式的突击步枪夹在两腿之间，把枪口抵住下颚，扣动了扳机，两发子弹足以致命。阿连德的头颅上部被掀开，当场死亡。法医团队全体成员意见一致，西班牙专家Francisco Etxeberria说：“我们（对阿连德死于自杀）没有任何疑虑。